# Колхун, Арчибальд
Арчибальд Росс Колхун (англ. Archibald Ross Colquhoun; март 1848 — 18 декабря 1914) — английский путешественник и публицист, член Королевского географического общества.
Инженер путей сообщения в Индии, он в 1879 был послан с политической миссией в Сиам (ныне — Таиланд), затем производил в южном Китае разведку для целей устройства железнодорожного сообщения Индии с Китаем. В 1883—1885 был в Тонкине (ныне — Ханой) корреспондентом «Times», а после возвращения в Лондон начал энергичную агитацию против колониальных успехов Франции и России на Дальнем Востоке, требовал заключения действительного союза между Англией и Китаем и присоединения к британским владениям верхней Бирмы (ныне — Мьянма). Когда последнее требование его было реализовано, то Колхуну поручили во вновь присоединённой части Бирмы управление округом Сагун в 1885 году. В 1889 году Колхун поехал в Южную Африку, где стал в 1890 году колониальным администратором Машоналенда.
В 1894 году подал в отставку, после чего продолжал путешествовать по самым разным странам. В 1900 году, в возрасте 51 или 52 лет, наконец женился на Этель Мод Куксон. Умер в 1914 году.
Главные труды Колхуна: «Across Chryse» (1882; франц. пер.: «Autour du Tonkin», 2 т., Париж, 1884—1885); «English commercial policy in the East» (1885); «Amongst the Shans» (1885); «Burma and Burmans» (1885).